# Norbert Attard
Norbert Attard (Marsa, 10 november 1980) is een Maltese darter die toernooien van de World Darts Federation speelt. 

## Carrière
Attard heeft meerdere malen meegedaan aan de Malta Open. In 2012 bereikte hij de halve finale van het toernooi. Het is tot op heden zijn beste prestatie op het toernooi. In 2015 bereikte hij nog de kwartfinale. 
In 2015 wist hij de Italian Grand Masters te winnen door Godfrey Abela met 6-3 te verslaan in de finale. 
Zowel in 2015 als 2016 probeerde hij zich te kwalificeren voor het BDO World Darts Championship. Beide keren zonder succes.
Hij bereikte de halve finale van de WDF Europe Cup Singles in 2016. Datzelfde jaar nam hij ook deel aan de Winmau World Masters. De Maltezer bereikte de laatste 32. 

## Resultaten op Wereldkampioenschappen

### WDF

#### World Cup
- 2023: Laatste 128 (verloren van Raymond Smith met 2-4)